# TOKIMEKI Runners
『TOKIMEKI Runners』（ときめきランナーズ）は、虹ヶ咲学園スクールアイドル同好会の1枚目のアルバム。2018年11月21日にLantisから発売された。

## 背景
虹ヶ咲学園スクールアイドル同好会のデビューアルバム。アルバムでのデビューはラブライブ!シリーズでは初となった。
μ's、Aqours、Liella!のデビューシングルに収録されている自己紹介は、本アルバムの発売後に追加メンバーの3人が同好会に加入した関係上、本アルバムには収録されていない。

## 音楽性
リード曲の「TOKIMEKI Runners」は、2019年9月26日よりリリースされたスマートフォン向けゲーム『ラブライブ! スクールアイドルフェスティバル ALL STARS』（スクスタ）のオープニングテーマに使用されている。
2曲目から10曲目は、2018年8月18日から『ラブライブ!虹ヶ咲学園スクールアイドル同好会 AbemaTVウルトラゲームスイメージガール決定戦』で3隔週にわたって公開された9人のソロ曲。シリーズのメイン楽曲としては、初めて畑亜貴が作詞を担当しない曲となっている。

### 『TOKIMEKI Runners』の別バージョン
リリース時点では、虹ヶ咲学園スクールアイドル同好会のメンバーは9人であったが、その後、増員が行われ、追加メンバーも参加したバージョンの制作やサブユニットでも歌われている。
| バージョン         | 収録作品 | 備考 |
| ------------------ | --- | --- |
| 10人Ver.           | 3rdアルバム『Just Believe!!!』 | 2020年7月に三船栞子（CV.小泉萌香）が加入し、スクスタメインストーリー17章にて、10人Ver.となる「TOKIMEKI Runners (スクスタストーリー17章挿入歌Ver.)」が公開された。 2020年9月12日・13日に東京ガーデンシアターで開催された2ndライブで初披露され、2021年3月20日・21日にぴあアリーナMMで開催された校内シャッフルフェスティバルでも披露された。 |
| 12人Ver.           | Blu-ray『LoveLive! Series Presents COUNTDOWN LoveLive! 2021→2022 〜LIVE with a smile!〜 Blu-ray Memorial BOX』 | 2021年9月に、ミア・テイラー（CV.内田秀）と、鐘嵐珠（CV.法元明菜）が更なる新メンバーとして加入し、加入後の初ライブとなった2021年12月31日から2022年1月1日にかけてぴあアリーナMMで開催されたラブライブ!シリーズ合同カウントダウンライブ『LoveLive! Series Presents COUNTDOWN LoveLive! 2021→2022 〜LIVE with a smile!〜』では、2人も参加した12人Ver.が披露され、2022年10月28日発売のTVアニメ2期Blu-ray第5巻の特典として三船栞子、ミア・テイラー、鐘嵐珠の3人がレコーディングに参加したニューバージョンが収録された |
| 12人Ver.           | Blu-ray『ラブライブ！虹ヶ咲学園スクールアイドル同好会』2nd Season 5【特装限定版】特典CD | 2021年9月に、ミア・テイラー（CV.内田秀）と、鐘嵐珠（CV.法元明菜）が更なる新メンバーとして加入し、加入後の初ライブとなった2021年12月31日から2022年1月1日にかけてぴあアリーナMMで開催されたラブライブ!シリーズ合同カウントダウンライブ『LoveLive! Series Presents COUNTDOWN LoveLive! 2021→2022 〜LIVE with a smile!〜』では、2人も参加した12人Ver.が披露され、2022年10月28日発売のTVアニメ2期Blu-ray第5巻の特典として三船栞子、ミア・テイラー、鐘嵐珠の3人がレコーディングに参加したニューバージョンが収録された |
| 12人Ver.           | 配信限定アルバム『ニジガク ボーナストラックコレクション Vol.2』 | 2021年9月に、ミア・テイラー（CV.内田秀）と、鐘嵐珠（CV.法元明菜）が更なる新メンバーとして加入し、加入後の初ライブとなった2021年12月31日から2022年1月1日にかけてぴあアリーナMMで開催されたラブライブ!シリーズ合同カウントダウンライブ『LoveLive! Series Presents COUNTDOWN LoveLive! 2021→2022 〜LIVE with a smile!〜』では、2人も参加した12人Ver.が披露され、2022年10月28日発売のTVアニメ2期Blu-ray第5巻の特典として三船栞子、ミア・テイラー、鐘嵐珠の3人がレコーディングに参加したニューバージョンが収録された |
| DiverDivaVer.      | ラブライブ！虹ヶ咲学園スクールアイドル同好会 2nd Season 1【特装限定版】映像特典「ラブライブ！虹ヶ咲学園スクールアイドル同好会 UNIT LIVE & FAN MEETING vol.1DiverDiva 〜Big Bang〜」』                                       | 2021年9月11日・12日に開催された『ラブライブ！虹ヶ咲学園スクールアイドル同好会 UNIT LIVE & FAN MEETING vol.1 DiverDiva 〜Big Bang〜』で披露された。 |
| R3BIRTHVer.        | Blu-ray『ラブライブ！虹ヶ咲学園スクールアイドル同好会 2nd Season 4【特装限定版】映像特典「ラブライブ！虹ヶ咲学園スクールアイドル同好会 UNIT LIVE & FAN MEETING vol.4 R3BIRTH 〜First DELIGHT〜（2022年1月23日 DAY.2公演）」 | 2022年1月22日・23日に開催された『ラブライブ！虹ヶ咲学園スクールアイドル同好会 UNIT LIVE & FAN MEETING vol.4 R3BIRTH 〜First DELIGHT〜』で披露された。 |
| TVアニメ挿入歌Ver. | テレビアニメ『ラブライブ!虹ヶ咲学園スクールアイドル同好会』2期サウンドトラック『Bound for TOKIMEKI』 | 虹ヶ咲学園スクールアイドル同好会の歌唱で、テレビアニメ『ラブライブ!虹ヶ咲学園スクールアイドル同好会』第2期8話で使用された。オリジナル版をベースに曲の始まりにアニメ版主人公・高咲侑によるピアノ演奏を演出に入れたもの。 |

## リリース
2018年11月21日にLantisから、「TOKIMEKI Runners」のCGアニメーションPVが収録されたDVDを同梱してリリースされた。
初回生産分には、プロフィールカード（全9種）がランダムで1枚、Android版『スクフェス』で使用できるシリアルコード（全3種）がランダムで1枚、発売記念イベントの応募券が封入されていた。
2024年5月22日には、配信限定で本アルバムに収録された全楽曲のオフヴォーカル版のみを収録した『NIJIGAKU Instrumental Collection Vol.1 〜TOKIMEKI Runners〜』がリリースされた。

## チャート成績
2018年11月20日付のデイリーランキングでは4位にランクインした。2018年12月3日付のオリコン週間ランキングでは、2.2万枚を売上げ5位にランクイン。アニメ週間チャートにおいて1位を獲得し、ラブライブ!シリーズとしては初となるデビュー作での週間1位獲得となった。

## 収録曲
| #         | タイトル                                               | 作詞                 | 作曲                     | 編曲                     | 時間  |
| --------- | ------------------------------------------------------ | -------------------- | ------------------------ | ------------------------ | ----- |
| 1.        | 「TOKIMEKI Runners」(虹ヶ咲学園スクールアイドル同好会) | 畑亜貴               | 矢鴇つかさ (Arte Refact) | 矢鴇つかさ (Arte Refact) | 4:36  |
| 2.        | 「夢への一歩」(上原歩夢（大西亜玖璃）)                 | Akira Sunset         | Akira Sunset             | 菊池博人                 | 4:47  |
| 3.        | 「ダイアモンド」(中須かすみ（相良茉優）)               | 鈴木エレカ JOE       | 鈴木エレカ JOE           | tasuku                   | 3:53  |
| 4.        | 「あなたの理想のヒロイン」(桜坂しずく（前田佳織里）)   | 月見草               | 月見草                   | 遠藤ナオキ               | 5:26  |
| 5.        | 「Starlight」(朝香果林（久保田未夢）)                  | BEATNINE             | BEATNINE                 | BEATNINE                 | 3:44  |
| 6.        | 「めっちゃGoing!!」(宮下愛（村上奈津実）)              | Akira Sunset         | Akira Sunset Carlos K.   | Carlos K.                | 4:48  |
| 7.        | 「眠れる森に行きたいな」(近江彼方（鬼頭明里）)         | Ryota Saito Diz      | Ryota Saito Diz          | Ryota Saito Diz          | 3:24  |
| 8.        | 「CHASE!」(優木せつ菜（楠木ともり）)                   | 鈴木エレカ JOE       | 鈴木エレカ JOE           | tasuku                   | 4:18  |
| 9.        | 「Evergreen」(エマ・ヴェルデ（指出毬亜）)              | Ryota Saito 近谷直之 | Ryota Saito 近谷直之     | Ryota Saito 近谷直之     | 4:55  |
| 10.       | 「ドキピポ☆エモーション」(天王寺璃奈（田中ちえ美）)    | NOVECHIKA 菊池博人   | NOVECHIKA 菊池博人       | NOVECHIKA 菊池博人       | 4:30  |
| 合計時間: | 合計時間:                                              | 合計時間:            | 合計時間:                | 合計時間:                | 44:21 |

| #  | タイトル                                                                        | 作詞 | 作曲・編曲 |
| -- | ------------------------------------------------------------------------------- | ---- | ---------- |
| 1. | 「「TOKIMEKI Runners」CGアニメーションPV」                                      |      |            |
| 2. | 「「ラブライブ！スクールアイドルフェスティバルALL STARS」オープニングムービー」 |      |            |

## PVスタッフ
- 原作 - 矢立肇
- 原案 - 公野櫻子
- 監督・演出・CGディレクター - 辰口智樹
- 脚本 - EDEN'S NOTES
- デザインワークス - KLabGames
- アニメーター - 平田貢一、小松奨太
- 音響監督 - 長崎行男
- 音楽制作 - ランティス、サンライズ音楽出版
- CGプロデューサー - 大上敦子
- 音楽プロデューサー - 大久保隆一、高橋亜弥
- プロデューサー - 大塚大
- 振付 - 石川ゆみ
- 協力 - スクウェア・エニックス（スクフェスACチーム、ヴィジュアルワークス部 キャプチャスタジオ）
- 映像制作 - DRAWIZ
- 製作 - ラブライブ！School idol project series（サンライズ、バンダイナムコアーツ、ブシロード、KADOKAWA）

## タイアップ
| # | 曲名                 | タイアップ                                                                                     |
| - | -------------------- | ---------------------------------------------------------------------------------------------- |
| 1 | 「TOKIMEKI Runners」 | スマートフォンゲーム『ラブライブ! スクールアイドルフェスティバル ALL STARS』オープニングテーマ |
| 8 | 「CHASE!」           | テレビアニメ『ラブライブ!虹ヶ咲学園スクールアイドル同好会』第1期第1話挿入歌                    |
| 8 | 「CHASE!」           | テレビアニメ『にじよん あにめーしょん』第10話挿入歌                                            |

## カバー
YouTubeにて披露したアーティスト
| 曲名                 | 歌手             | 公開日        | 備考 |
| -------------------- | ---------------- | ------------- | --- |
| 「TOKIMEKI Runners」 | みらくらぱーく！ | 2023年5月12日 | - 『ラブライブ！シリーズ』の蓮ノ空女学院スクールアイドルクラブによるミニユニット - 『蓮ノ空女学院スクールアイドルクラブ公式チャンネル』にて公開された。 |

### ユニットメンバー
1. 1 2 3 4 5 6  上原歩夢（大西亜玖璃）、中須かすみ（相良茉優）、桜坂しずく（前田佳織里）、朝香果林（久保田未夢）、宮下愛（村上奈津実）、近江彼方（鬼頭明里）、優木せつ菜（楠木ともり）、エマ・ヴェルデ（指出毬亜）、天王寺璃奈（田中ちえ美）
2. ↑  高坂穂乃果（新田恵海）、絢瀬絵里（南條愛乃）、南ことり（内田彩）、園田海未（三森すずこ）、星空凛（飯田里穂）、西木野真姫（Pile）、東條希（楠田亜衣奈）、小泉花陽（久保ユリカ）、矢澤にこ（徳井青空）
3. ↑  高海千歌（伊波杏樹）、桜内梨子（逢田梨香子）、松浦果南（諏訪ななか）、黒澤ダイヤ（小宮有紗）、渡辺曜（斉藤朱夏）、津島善子（小林愛香）、国木田花丸（高槻かなこ）、小原鞠莉（鈴木愛奈）、黒澤ルビィ（降幡愛）
4. ↑  澁谷かのん（伊達さゆり）、唐可可（Liyuu）、嵐千砂都（岬なこ）、平安名すみれ（ペイトン尚未）、葉月恋（青山なぎさ）
5. ↑  朝香果林（久保田未夢）、宮下愛（村上奈津実）
6. ↑  三船栞子（小泉萌香）、ミア・テイラー（内田秀）、鐘嵐珠（法元明菜）
7. ↑  大沢瑠璃乃（菅叶和）、藤島慈（月音こな）